# Taubenschwänzchen
Das Taubenschwänzchen (Macroglossum stellatarum), auch Taubenschwanz oder Karpfenschwanz genannt, ist ein Schmetterling (Nachtfalter) aus der Familie der Schwärmer (Sphingidae). Sein deutscher Name leitet sich vom zweigeteilten Haarbüschel am Hinterleibsende ab, das eine gewisse Ähnlichkeit mit den Schwanzfedern von Tauben aufweist. Als Wanderfalter ist das Taubenschwänzchen in fast ganz Europa bekannt. Wegen seines auffälligen Flugverhaltens, das als Schwirrflug bezeichnet wird und das dem eines Kolibris ähnelt, wird es auch Kolibrischwärmer oder Kolibrifalter genannt. Zahlreiche vermeintliche Kolibrisichtungen in Europa gehen auf Beobachtungen an dieser Schmetterlingsart zurück.

## Merkmale

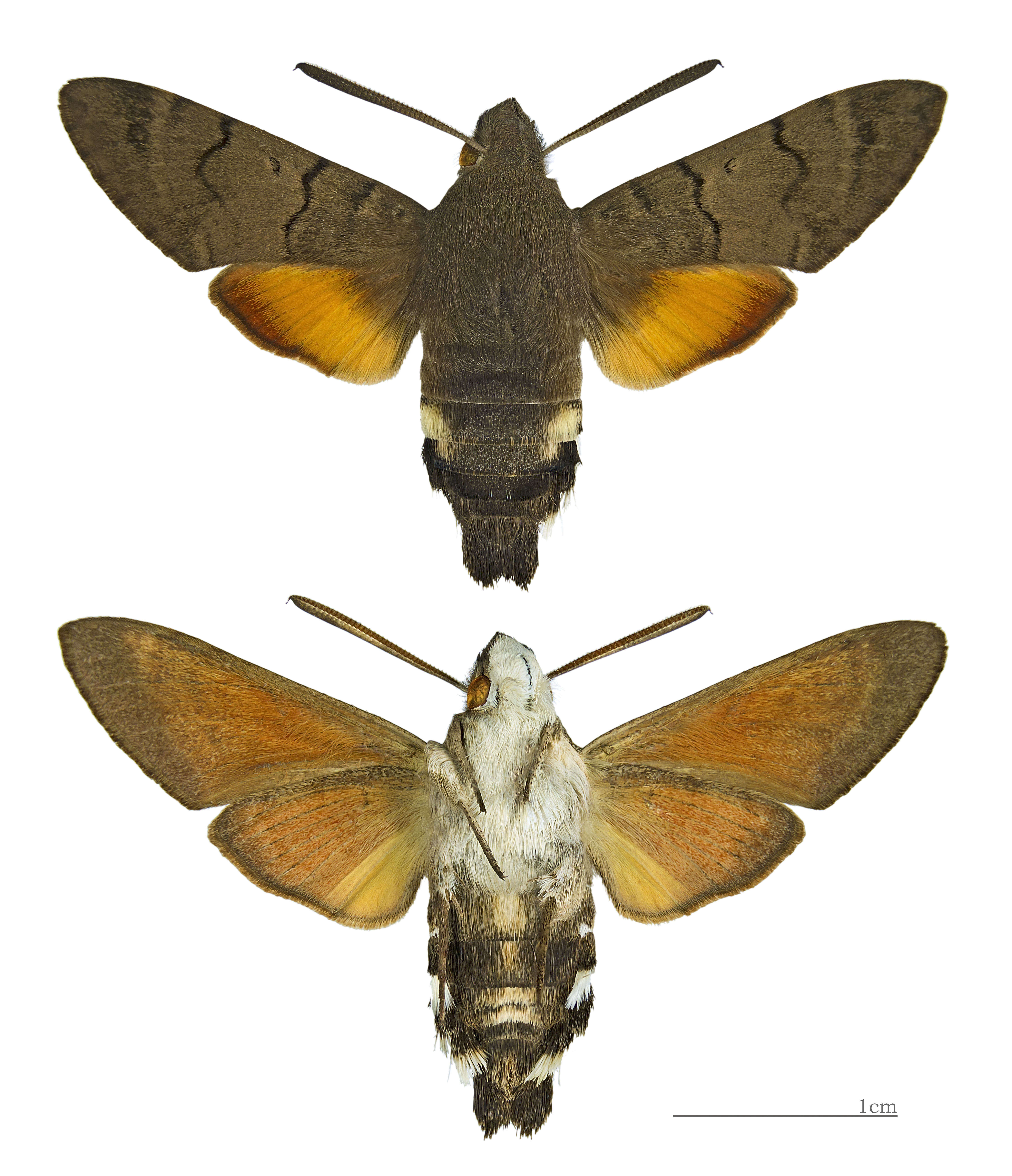
Präparierter Falter: Ober- und Unterseite

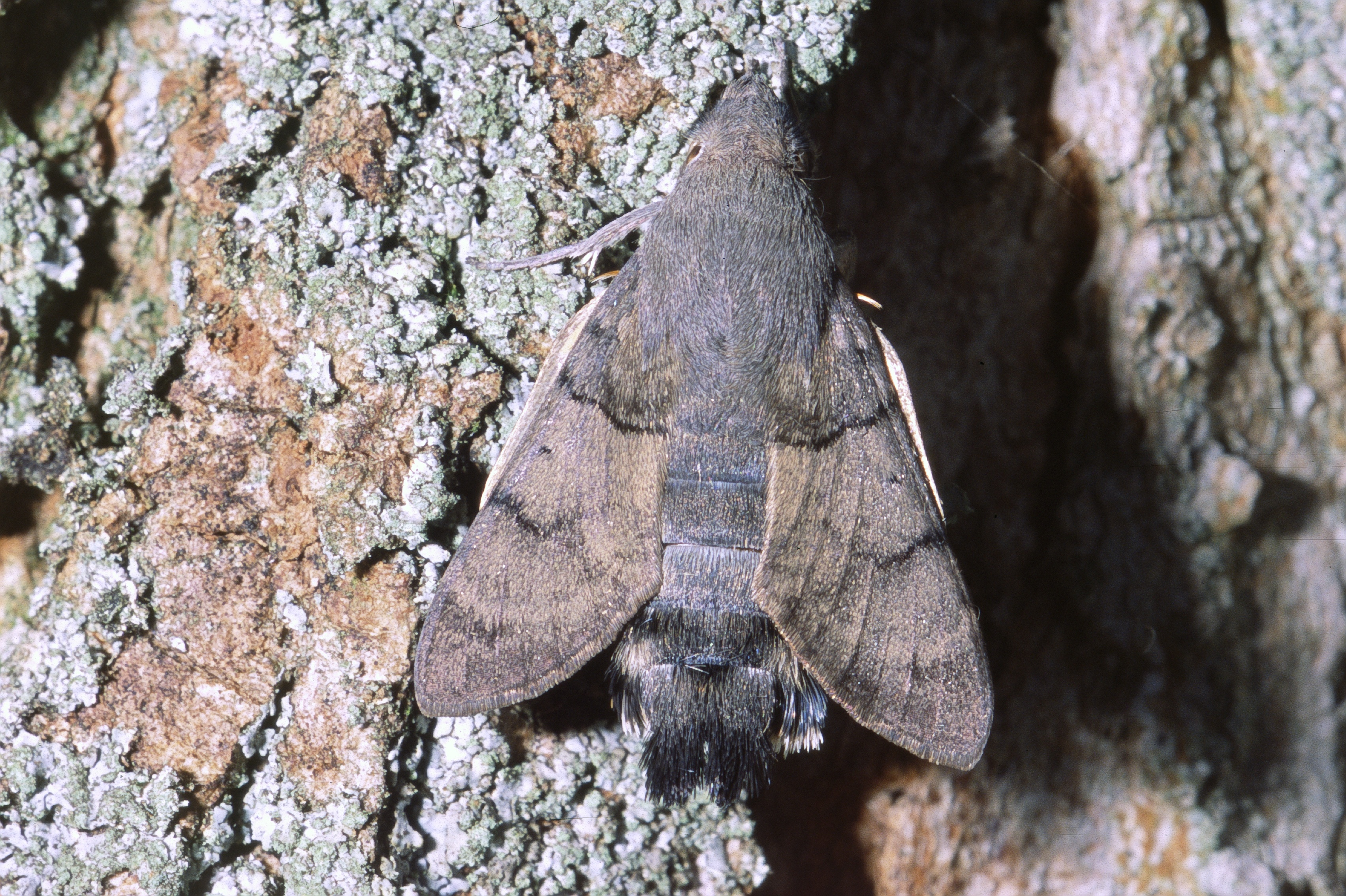
Sitzendes Exemplar; gut erkennbar das „Taubenschwänzchen“ am Hinterleibsende

### Falter
Die Falter erreichen im westlichen Verbreitungsgebiet eine Flügelspannweite von 36 bis 50 Millimetern bei einer Masse von etwa 0,3 Gramm. Im östlichen Verbreitungsgebiet werden sie größer und erreichen Spannweiten von 40 bis 76 Millimetern. Der gedrungene Körper der Tiere ist besonders am Thorax behaart und hat auf der Oberseite etwa die gleiche graubraune Färbung wie die Oberseiten der Vorderflügel. Nur am Ende des Hinterleibs wird die Färbung dunkler. Dort tragen die Tiere einen braun-schwarzen, zweigeteilten vermeintlichen Haarbüschel; tatsächlich handelt es sich jedoch um verlängerte Schuppen, mit deren Hilfe Taubenschwänzchen beim Navigieren vor den Blüten ausgezeichnet steuern können. An den Seiten des Körpers befinden sich mehrere weißliche Haarbüschel, die sich – besonders von unten gesehen – von der dunkel grau und braun gefärbten Unterseite des Hinterleibs abheben. Die Unterseite von Kopf und Thorax ist hellgrau.

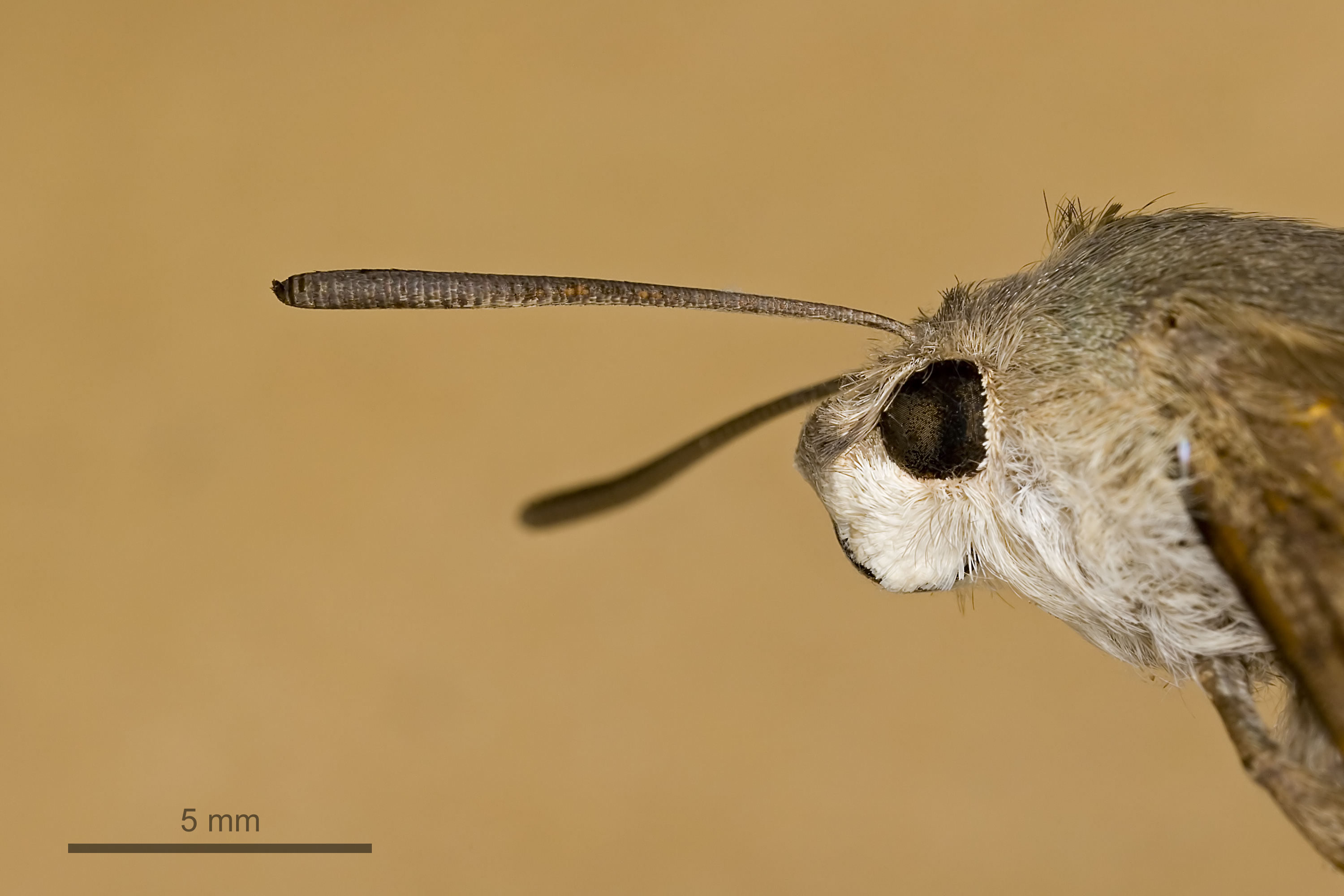
Kopfdetail (Präparat; die Augen sind nachgedunkelt)

Taubenschwänzchen haben graubraune Vorderflügeloberseiten, die mit zwei unauffälligen, schmalen, gewellten, dunkelbraunen Binden versehen sind. Diese verlaufen etwa auf Höhe der Flügeldrittel; die weiter außen gelegene Binde endet ungefähr in der Mitte des Flügels. Die deutlich kleineren Hinterflügel sind orangebraun und am Außenrand schwärzlich gerandet. Ihre Unterseite ist ähnlich wie ihre Oberseite gefärbt; am Flügelansatz entlang der gesamten Innenseite ist sie aber gelblich. Die Unterseite der Vorderflügel ist komplett braunorange. Selten kommen bei den Taubenschwänzchen helle oder dunkle Farbvarianten vor.
Wie fast alle Schwärmer haben auch die Taubenschwänzchen einen langen Saugrüssel mit einer Länge von 25 bis 28 Millimetern. Die zum Ende hin kontinuierlich breiter werdenden, keulenförmigen, fein in Ringen beschuppten Fühler sind ebenso typisch für viele Arten der Familie. Die Facettenaugen sind hell, haben aber ein dunkles Zentrum und manchmal auch weitere dunkle Bereiche. Die dunkle Mitte erweckt den Anschein einer Pupille: eine „Pseudopupille“, wie sie an vielen Komplexaugen lebender Tiere beobachtet werden kann, z. T. sogar in Mehrzahl.

### Raupen

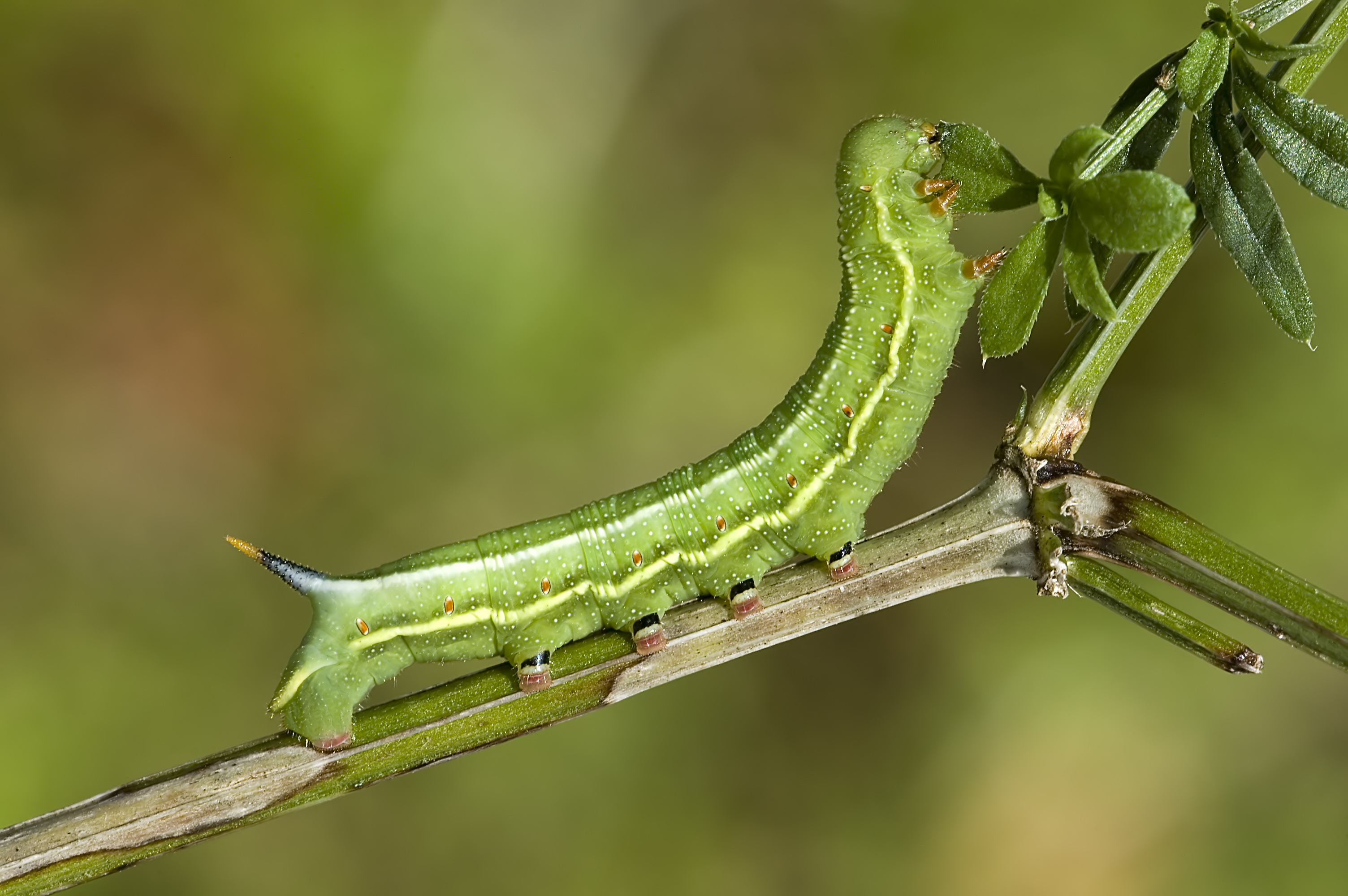
An Wiesen-Labkraut fressende Raupe

Die Raupen werden 45 bis 50 Millimeter lang und sind variabel gefärbt. Ihre Grundfärbung ist meist grün; es gibt aber auch braune, rotbraune oder grauviolette Exemplare. Die Kopfkapsel hat dabei jeweils die gleiche Färbung wie der übrige Körper. Der Körper der Raupen ist überall fein gelblich-weiß punktiert. Sie tragen an den Seiten zwei Längslinien, eine weiße etwa auf der Körpermitte sowie eine gelbe unterhalb der braunen Stigmen. Nach oben haben beide Linien einen dunklen Hof. Die obere Linie endet kurz vor der Spitze des Analhorns, einem spitzen Horn am Hinterleibsende, das für nahezu alle Schwärmerraupen charakteristisch ist. Das Analhorn ist bei jungen Raupen rotviolett, später ist es bläulich bis blaugrau, hat eine gelbe bis orange Spitze und ist leicht dunkel gepunktet. Die Thorakalbeine sind braun, die Bauchbeine haben eine rosa gefärbte Basis, auf die ein heller und ein schwarzer Bereich folgen.

### Ähnliche Arten
- Nachtkerzenschwärmer, Proserpinus proserpina (Pallas, 1772); Der Außenrand der Flügel ist stark unregelmäßig. Die Vorderflügel sind hell, haben eine breite dunkle Binde und sind auch um den Außenrand dunkel. Die Raupen teilen keine Ähnlichkeiten.
- Olivgrüner Hummelschwärmer, Hemaris croatica (Esper, 1800); Die Flügel sind zur einen Hälfte olivgrün, zur anderen weinrot gefärbt. Die Hinterflügel sind kräftig siegellackrot. Der Hinterleib wird von zwei violettroten und zwei hell gelbbraunen bis olivgrünen, an den Seiten hellen Segmenten dominiert. Die Raupen sind sehr ähnlich, ihnen fehlt aber die untere Längslinie.

## Verbreitung und Lebensraum

### Gesamtverbreitung

Verbreitungsgebiete von Macroglossum stellatarum:
permanent besiedelt
in den Sommermonaten besiedelt
in den Wintermonaten stellenweise besiedelt

Das ganzjährige Verbreitungsgebiet der Tiere erstreckt sich über die gesamte Ost-West-Länge der Paläarktis. Die südliche Grenze verläuft dabei von Nordafrika über den Nahen Osten und Pakistan sowie entlang der Südgrenze Chinas bis nach Japan im Osten. Die nördliche Verbreitungsgrenze ist nicht exakt festlegbar, verläuft aber ungefähr vom Norden Frankreichs nach Süden, um sich südlich der Alpen weiter über Südosteuropa, die Türkei, den südlichen Teil Kasachstans und die Nordgrenze Chinas zu erstrecken. Die Grenze ist variabel, weil die Falter aktuell auf Grund der Klimaerwärmung in immer nördlicheren Gebieten erfolgreich überwintern können. Weitere Informationen über diese Ausbreitung befinden sich im Abschnitt Wanderflüge und Flugzeiten der Falter.
Neben dem Totenkopfschwärmer (Acherontia atropos) ist das Taubenschwänzchen der einzige Vertreter der Schwärmer auf den Azoren, wo sehr wenige kontinentaleuropäische Arten vorkommen.

### Vertikale Verbreitung
Die Falter findet man in allen Höhenstufen vom Meeresspiegel bis in die subalpine Vegetationszone. Die Raupen leben allerdings in geringeren Höhen, man findet sie bis in die unteren Bereiche der montanen Stufe. In den Alpen sind die Falter bis etwa 1500 Meter Seehöhe anzutreffen, die Raupen dagegen nur bis etwa 1000 Meter.

### Wanderflüge und Flugzeiten der Falter
Taubenschwänzchen sind Wanderfalter und erschließen in den Sommer- bzw. Wintermonaten durch ihren ausdauernden Flug neue Areale. Sie kommen im Sommer in Europa bis in den hohen Norden, in Großbritannien, Island und in weiten Teilen Russlands (im Osten bis Sachalin) vor. Im Winter reicht ihre Verbreitung im Westen bis nach Gambia, in Asien vereinzelt bis in die südlichen tropischen Bereiche wie Indien und Vietnam.
Die Tiere legen dabei große Distanzen zurück und können bis zu 3000 Kilometer in weniger als 14 Tagen bewältigen. In Mitteleuropa gibt es drei Zeitabschnitte, in denen die Falter häufiger als sonst beobachtet werden: Ende Juni, Mitte Juli und im August/September. Da man keine eindeutigen Abgrenzungen hinsichtlich der Generationen vornehmen kann, ist zu vermuten, dass sich zufliegende Tiere mit jenen, die sich hier entwickeln, vermischen. Dabei handelt es sich bei den ersten beiden Falterschüben um jene Tiere, die zuvor im wärmeren Süden geschlüpft sind und nach Norden fliegen. Deren Nachkommen fliegen dann erst ab Mitte August. Dazwischen ist ein eindeutiger Rückgang an gesichteten Individuen zwischen Juli und August zu erkennen. Zur kalten Jahreszeit hin verringern sich die Sichtungen naturgemäß stark. Man weiß bis jetzt noch nicht, wohin die Falter vor dem Winter verschwinden. Entweder fliegen sie zurück in den Süden, was aber nicht erwiesen ist, oder sie überwintern gut geschützt. Für diese letztgenannte Annahme sprechen zumindest vereinzelte Funde von überwinternden Faltern, denn in allen Monaten des Jahres können Falter beobachtet werden: sei es in Winterquartieren an geschützten Orten (beispielsweise in Höhlen, in hohlen Stämmen und auch in Häusern) oder an wärmeren Wintertagen beim Flug. Demnach kann als gesichert gelten, dass zumindest ein Teil der Falter auch in Mitteleuropa erfolgreich überwintert. Dies ist z. B. für Oberschwaben und die Oberrheinebene gut dokumentiert.

### Lebensraum

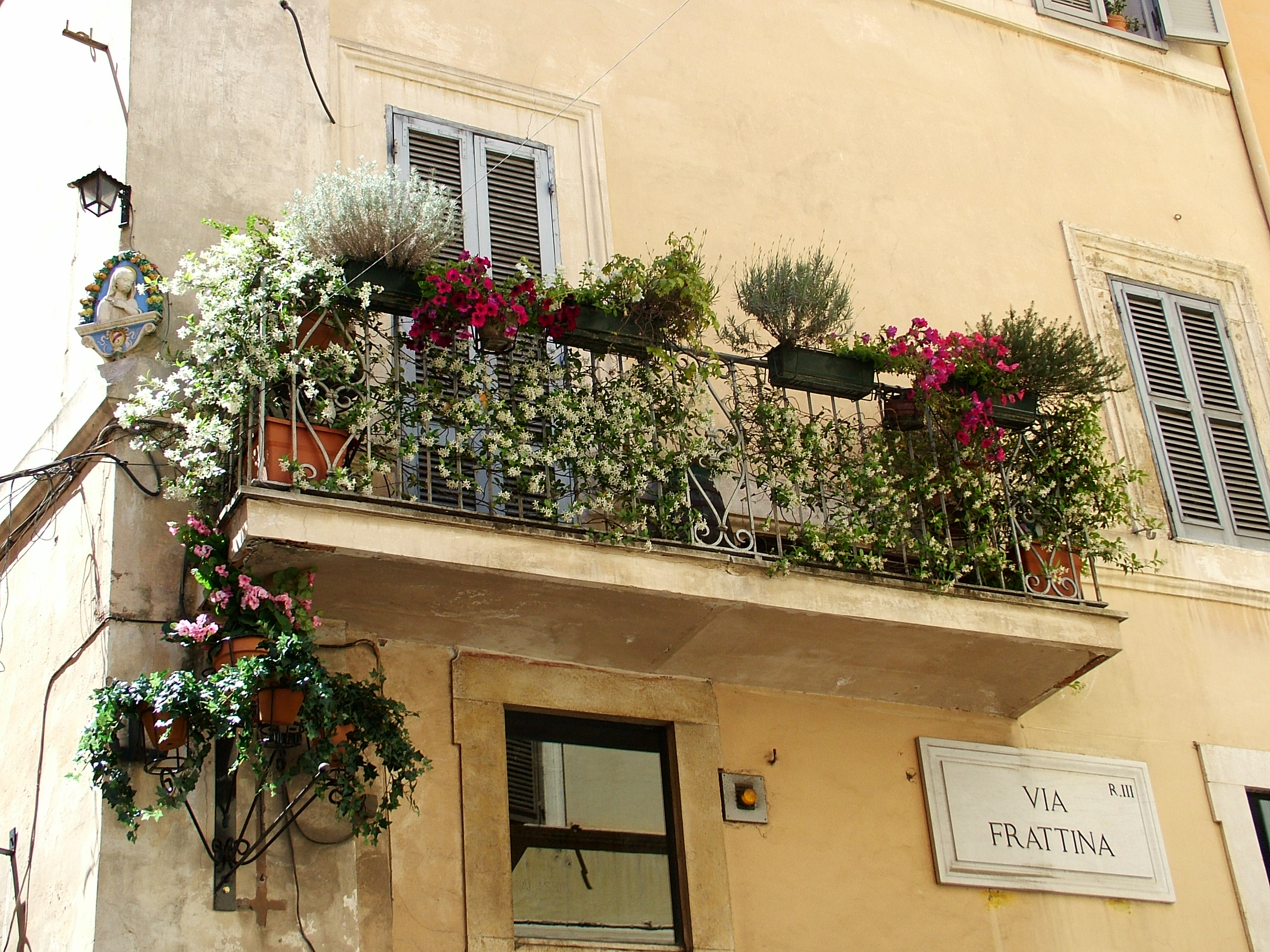
Taubenschwänzchen fliegen häufig auch blütenreiche Balkons in Städten an

Das Taubenschwänzchen kann man – wie auch andere wandernde Schwärmerarten, beispielsweise den Windenschwärmer – nahezu überall im offenen Gelände vorfinden. Einzige Voraussetzung ist das Vorhandensein genügend nektarreicher Futterpflanzen. Sie kommen sowohl in naturnahen Bereichen (z. B. Trockenrasen und Wiesen) als auch in Parks, Gärten oder in Städten an Balkonen vor, wenn dort blühende Pflanzen wachsen. Deswegen können diese auffällig fliegenden Tiere häufig beobachtet werden. Gemieden werden nur dichte Wälder.
Die Eiablageplätze – und damit verbunden die Raupenvorkommen – sind seltener, da die Falter ihre Eier nur an Plätzen ablegen, an denen sowohl genügend Nektarpflanzen als auch Raupenfutterpflanzen wachsen. Dies ist notwendig, da die Weibchen während der lange andauernden Eiablage immer wieder Nektar zu sich nehmen müssen. Ideale Fortpflanzungshabitate sind warme und sonnige Wiesen oder Acker- und Waldränder mit Labkrautbewuchs und Blütenreichtum.

## Lebensweise

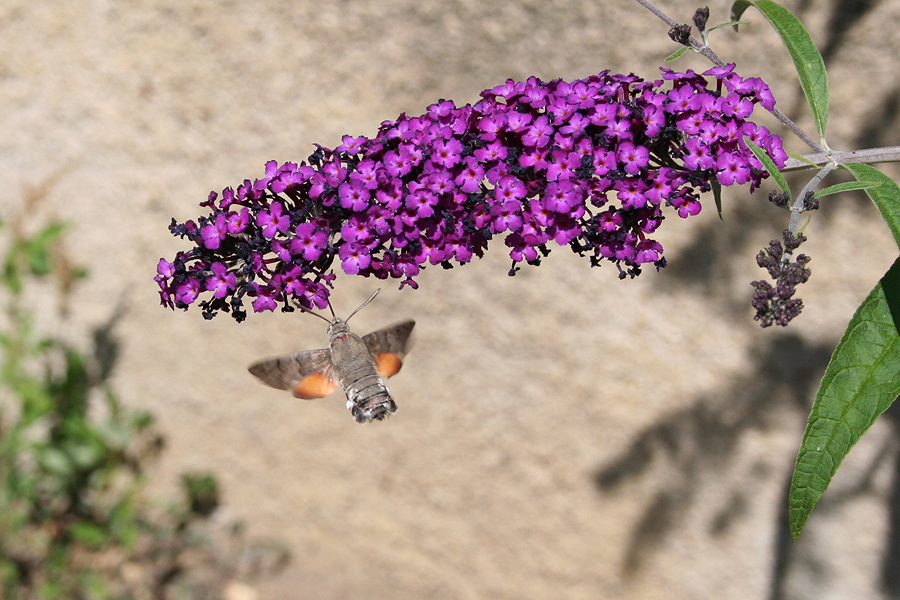
Taubenschwänzchen an Schmetterlingsflieder

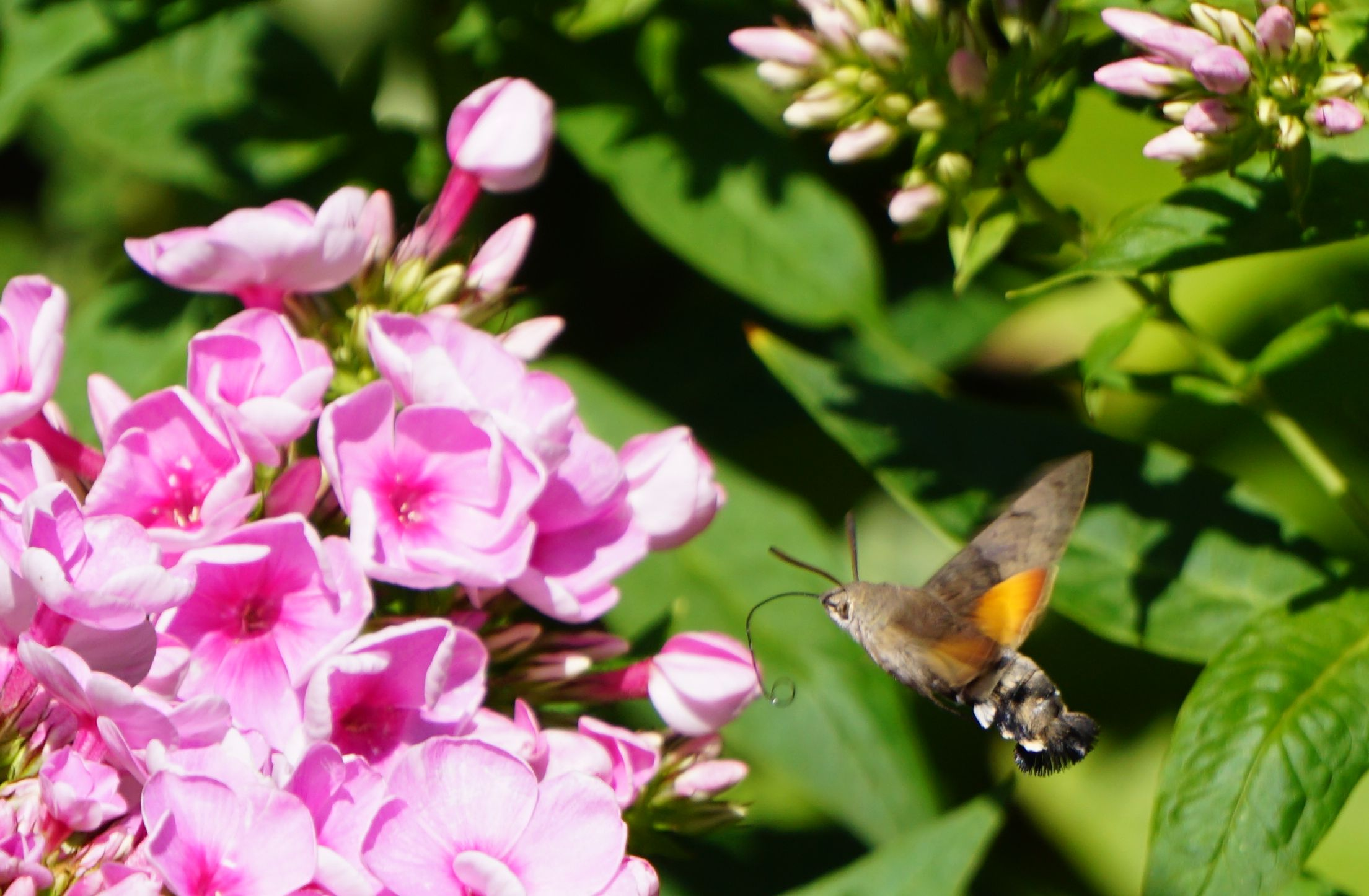
Taubenschwänzchen beim Wechsel einer Blüte; der Rüssel ist ausgefahren, aber spitzenwärts noch eingerollt

Die Taubenschwänzchen sind – für Schwärmer unüblich – tagaktiv. Darüber hinaus fliegen sie auch bei Dämmerung und manchmal nachts, was vereinzelte Lichtfänge dokumentieren. Auch an stark bewölkten Tagen, bei Regen und bei Temperaturen um 10 °C sind sie aktiv. Bei Kälte vibrieren sie sitzend (Wärmezittern), und zwar im Gegensatz zu anderen Schwärmern nicht mit ausgebreiteten, sondern mit flach über dem Körper versetzten Flügeln. Sie nutzen jede sich bietende Wärmequelle; beispielsweise ruhen sie mit geöffneten Flügeln auf sonnenbeschienenen Steinen und nutzen sowohl die Sonnenstrahlen als auch die von den Steinen abgestrahlte Wärme. An sehr heißen Tagen ruhen sie während des Temperaturmaximums und fliegen bevorzugt in den frühen Morgenstunden sowie am Abend.
Die Tiere versammeln sich am Abend oft zu Schlafgemeinschaften. Dazu suchen sie meist vertikale, von der Sonne aufgewärmte Felsflächen oder Ähnliches auf. Die Ansammlungen der Tiere dienen aber auch der Partnersuche.
Beachtenswert ist das Erinnerungsvermögen der Falter. Sie kehren Tag für Tag an reichhaltige Nektarquellen zurück, ebenso bleiben sie ihren Ruhe- und Schlafplätzen oft ein ganzes Falterleben lang treu.
Die Lebenserwartung der erwachsenen Tiere liegt bei 3–4 Monaten.

### Flugverhalten
Taubenschwänzchen sind wie alle Schwärmer ausgezeichnete Flieger. Ihr sehr schneller und wendiger Flug ähnelt dem von Kolibris: Beim Nektarsaugen stehen sie im Schwirrflug vor den Blüten und saugen mit ihrem langen Saugrüssel, den sie bereits beim Anflug ausrollen und zielsicher in die Blütenkelche einführen. Sie gehören zu den wenigen Insekten, die auch rückwärts fliegen können. Sie können sogar kleinste Pflanzenbewegungen, die durch Wind verursacht werden, dank ihrer guten Augen perfekt durch ihren Flug kompensieren, so dass ihre Position zur Blüte immer konstant bleibt. Die Schlagfrequenz der Flügel beträgt ungefähr 70 bis 90 Schläge in der Sekunde, die Fluggeschwindigkeit beträgt bis zu 80 km/h.

### Nahrung der Raupen
Nach Ebert ernähren sich die Raupen in Baden-Württemberg ausschließlich von vier der dort vorkommenden zwölf Labkräuter (Galium). Dabei handelt es sich um Echtes Labkraut (Galium verum), Wald-Labkraut (Galium sylvaticum), Wiesen-Labkraut (Galium mollugo) und Kletten-Labkraut (Galium aparine). Weidemann erwähnt für die Niederlande weiterhin Waldmeister (Galium odoratum) und Färberkrapp (Rubia tinctorum) als Nahrungspflanzen. Allgemein fressen die Raupen im westlichen Verbreitungsgebiet vor allem an Labkräutern, in Südeuropa und weiter südlich sowie im östlichen Verbreitungsgebiet werden hingegen Pflanzen der Gattung Färberröten (Rubia) bevorzugt. Daneben kann man vereinzelt Raupen an anderen Rötegewächsen (Rubiaceae), wie z. B. Jaubertia, aber auch an Sternmieren (Stellaria), Spornblumen (Centranthus), und Weidenröschen (Epilobium) finden.

### Ernährung der Falter

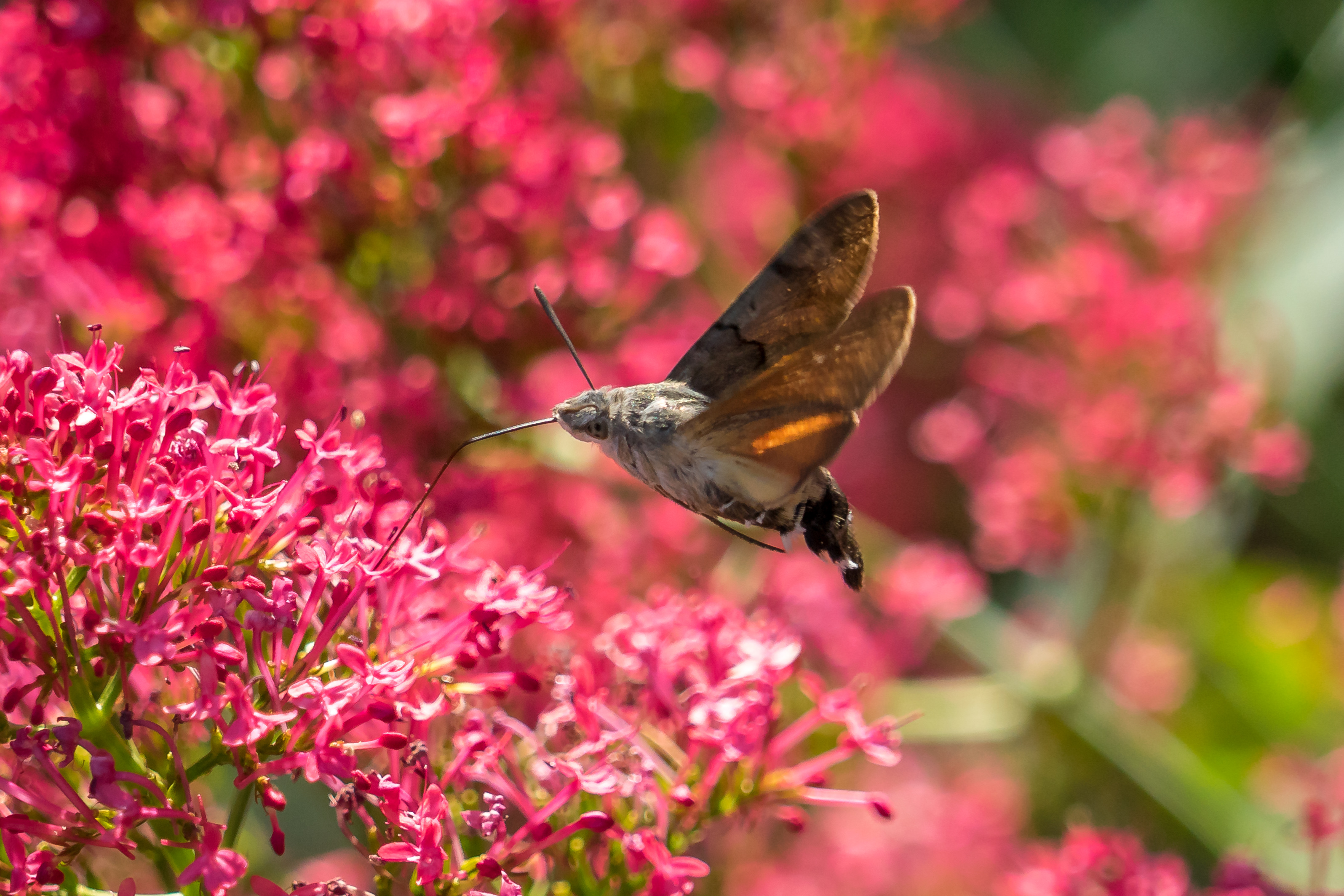
Der Falter saugt mit seinem Rüssel Nektar aus den langröhrigen kleinen Blüten der Roten Spornblume

Bedingt durch ihr Flugverhalten ist der Energieverbrauch der Falter enorm hoch. Sie benötigen bei einer Eigenmasse von ca. 0,3 Gramm jeden Tag etwa 0,5 Milliliter Nektar. Um diese Menge zu saugen, müssen entsprechend viele Blüten in kurzer Zeit angeflogen werden. Ein Taubenschwänzchen kann deshalb bei zusammengesetzten Blütenständen wie Dolden oder Rispen bis zu 100 Blüten in der Minute aussaugen. Auf den Tag gerechnet müssen je nach Nektarqualität beispielsweise 1300 bis 5000 Blüten des Roten Fingerhutes (Digitalis purpurea) oder immerhin 500 bis 2200 des Schmalblättrigen Weidenröschens (Epilobium angustifolium) angeflogen werden. Die Tiere nutzen ein großes Futterangebot so aus, dass sie kurze Wege fliegen und nacheinander die Blüten einer Pflanze mit ruckartigen Bewegungen abfliegen, um dann zur nächsten Pflanze, meist von der gleichen Art, weiterzufliegen.

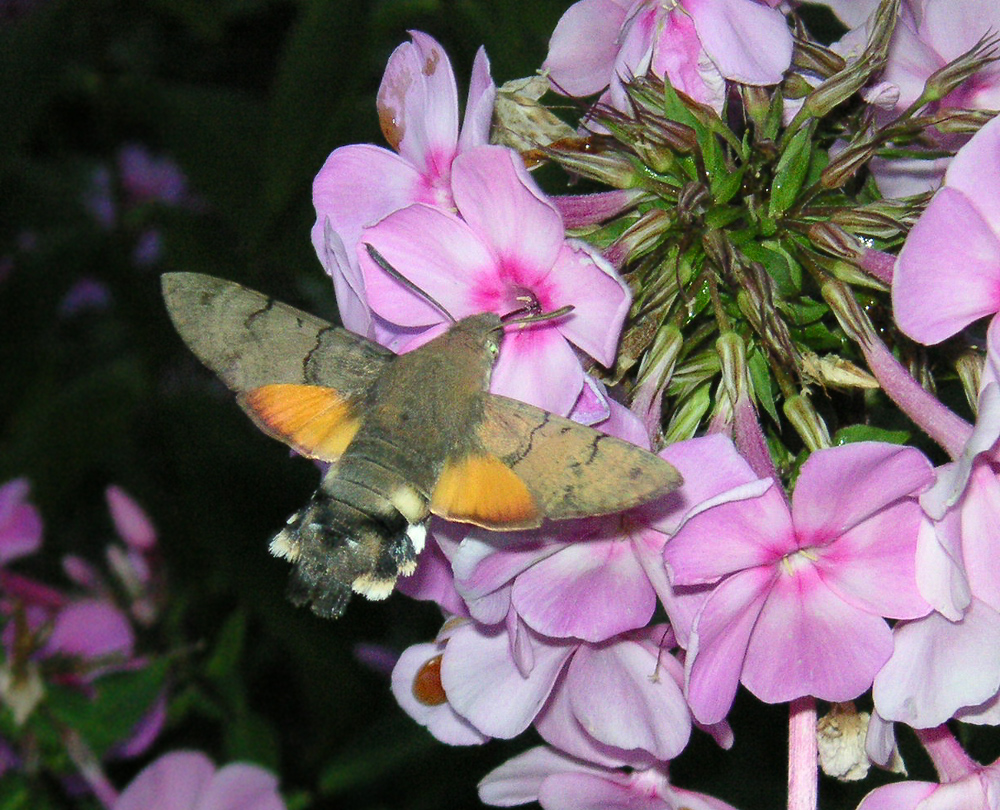
Falter an Stauden-Phlox

Die Tiere sind nicht wählerisch und fliegen die Blüten dutzender Pflanzenarten an. Dies hat den Vorteil, dass sie zu jeder Jahreszeit das vorliegende Angebot an Nektarquellen optimal ausnutzen können. Allerdings bevorzugen sie nektarreiche Blüten mit langen und schmalen Blütenkelchen (Kronröhren). Bei diesen ist die Konkurrenz anderer nektarsuchender Insekten geringer. Unter Laborbedingungen konnte man eine Vorliebe für bestimmte Farben erkennen. Die meisten Falter fliegen nach dem Schlüpfen unbeeinflusst von anderen Faktoren, also genetisch bedingt, überwiegend blaue Blüten an, vereinzelt aber auch violette und gelbe.
In der Natur fliegen die Tiere aber Blüten einer weitaus größeren Anzahl an Farben an. Taubenschwänzchen lernen, an welchen Blüten sie genügend Nektar finden können, sammeln also Erfahrungen beim Blütenanflug. Bei einem Experiment wurden hungrigen Faltern zwei gelbe und zwei blaue Papierblüten angeboten, wobei nur die gelben Nektar enthielten. Anfangs flogen die Tiere instinktiv nur die blauen Blüten an und ignorierten die gelben, verzeichneten also keine Erfolge. Als man ihnen aber auch in den blauen Blüten Nektar anbot, wurden 95 % der Versuchstiere durch ihre Erfolge motiviert, ebenso die gelben anzufliegen. Bei erneutem Aufstellen von blauen Blüten ohne Nektar flogen 80 % der Falter nach 40 Blütenbesuchen nur noch gelbe Blüten an, da sie gelernt hatten, dass nur diese Nektar enthielten. Sie konnten auch nach einem erfolgten Training auf bestimmte Blüten auf andere umtrainiert werden. Der Anflug wird darüber hinaus durch einen Hintergrund, der sich stark von der bevorzugten Farbe unterscheidet, verstärkt. Aus diesen Versuchen ergab sich, dass Taubenschwänzchen hinsichtlich ihrer Lernfähigkeit anderen Schmetterlingen zwar überlegen, Honigbienen jedoch unterlegen sind. Die Anpassungsfähigkeit durch Lernen wird damit begründet, dass Taubenschwänzchen im Laufe ihres etwa viermonatigen Lebens große Distanzen über mehrere Klimazonen zurücklegen und dabei mit Vegetationsänderungen zurechtkommen müssen.
Die Falter werden, genetisch determiniert, von Licht mit Wellenlängen im Bereich von 440 nm (zwischen Blau und Violett) stark angezogen, während der Bereich von 540 nm (gelb) nur schwache Anziehung ausübt. Bei Testreihen mit Licht, dessen Helligkeit variiert wurde, konnte man feststellen, dass Taubenschwänzchen drei Farbrezeptoren haben, mit denen sie das Licht im gleichen Spektralbereich sehen wie wir Menschen. Dies ist bis jetzt nur bei sehr wenigen Schmetterlingsarten nachgewiesen.
Neben der Blütenfarbe spielt auch die Größe der Blüten eine Rolle. Bevorzugt werden anfangs Blüten mit etwa 30 Millimeter Durchmesser. Diese Vorliebe wird aber schon bald durch Erfahrung geändert, sodass Blüten mit einem Durchmesser zwischen 3 und 50 Millimetern angeflogen werden.
Die unten angeführten Gattungen sollen einen Überblick über einen Teil der wichtigsten Nektarpflanzen geben:
- Klee (Trifolium)
- Flammenblumen (Phlox)
- Flieder (Syringa)
- Fuchsien (Fuchsia)
- Jasmin (Jasminum)
- Natternkopf (Echium)
- Primeln (Primula)
- Schneckenklee (Medicago)
- Sommerflieder (Buddleja)
- Storchschnäbel (Geranium)
- Tabak (Nicotiana)
- Veilchen (Viola)
- Verbenen (Verbena)
- Zieste (Stachys)

Unter den Nektarpflanzen finden sich sowohl einige Kulturpflanzen wie Rotklee und Luzerne als auch Garten- und Balkonpflanzen wie Fuchsien, Petunien, Pelargonien, Buddleja und Phlox.

## Paarung und Eiablage

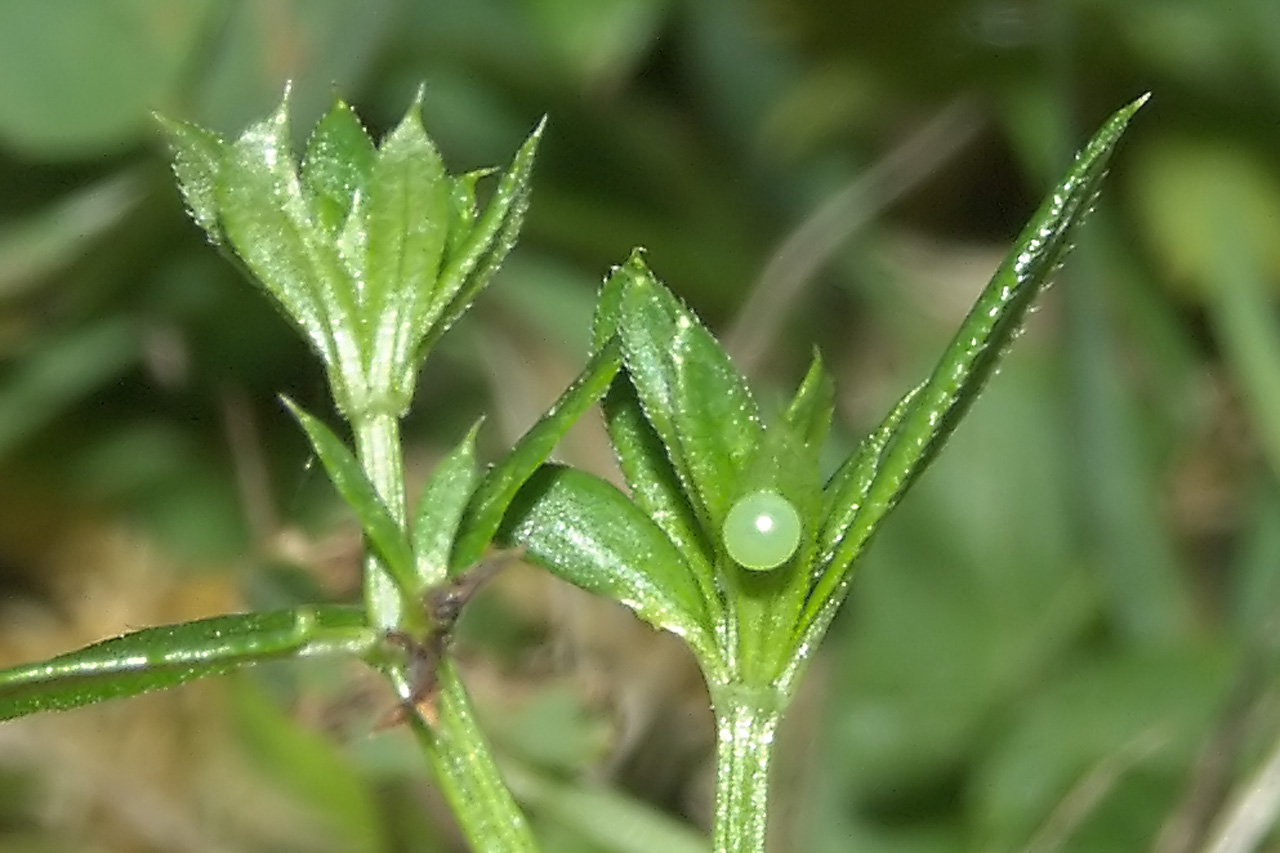
Ei an einem Labkrautästchen

Die Suche nach geeigneten Geschlechtspartnern findet in der Regel an den Schlafplätzen, also senkrechten Stein- oder Erdwänden, statt, die durch die Sonne aufgewärmt sind. Die Männchen fliegen diese Stellen mit hoher Geschwindigkeit ab, bis sie ein paarungsbereites Weibchen entdeckt haben. Dieses sendet zum Anlocken Pheromone aus, was man gut an den ausgestülpten Pheromondrüsen am Hinterleib erkennen kann. Haben sich zwei Partner gefunden, fliegen sie gemeinsam lebhaft umher. Die Begattung wird im Sitzen vollzogen und dauert meist weniger als eine, in Ausnahmefällen bis zu zwei Stunden. Sie sitzen dabei mit dem Körper in entgegengesetzten Richtungen und sind am Hinterleib aneinandergekoppelt. Bei Störung können die Kopulierenden ohne sich zu trennen gemeinsam fliegen.
Die Weibchen begeben sich nach der Paarung auf Nektarsuche und legen erst anschließend ihre Eier ab. Dies erfolgt meist am späten Nachmittag. Sie suchen dazu geeignete, an sonnigen Plätzen stehende Pflanzen und fliegen im Schwirrflug an diese heran, um jeweils ein Ei durch Vorbiegen des Hinterleibes anzuheften. Die Pflanzen werden vor der Eiablage Ästchen für Ästchen genauestens inspiziert. Gelegt wird immer nur ein Ei pro Pflanze an junge Knospen, die noch nicht aufgeblüht sind. Insgesamt werden – mit Unterbrechungen zur Nektaraufnahme – bis zu 200 Eier auf diese Weise gelegt.

## Entwicklung

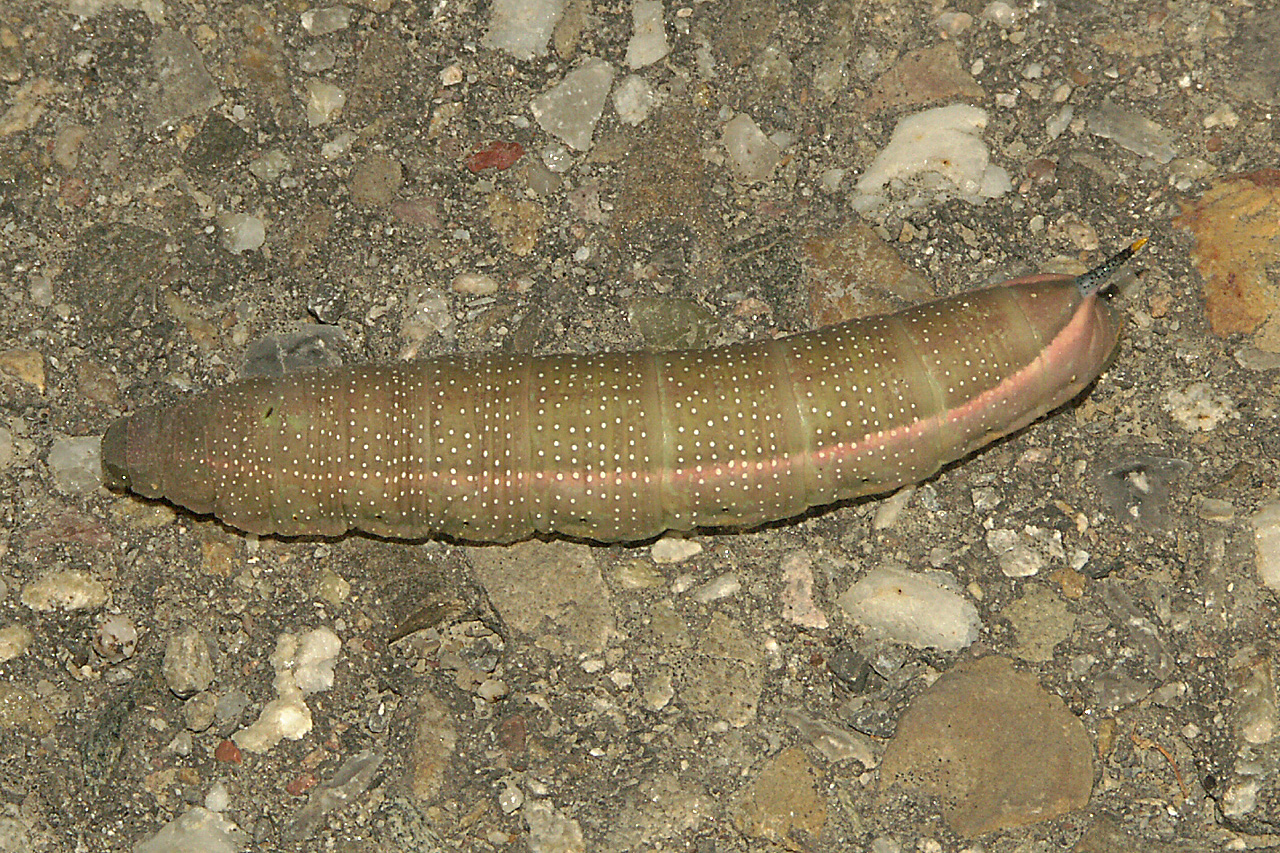
Verpuppungsreife Raupe

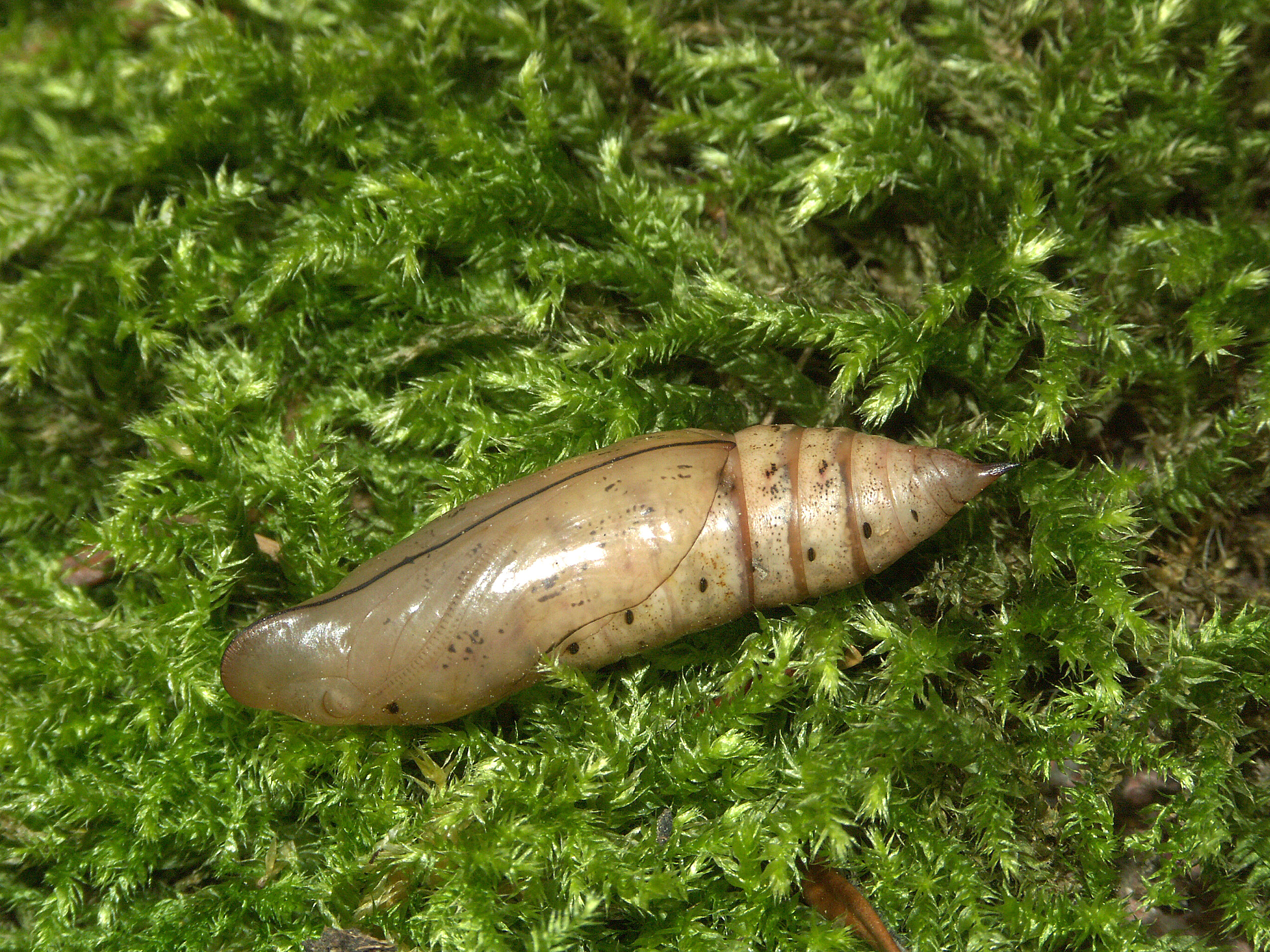
Puppe auf dem Rücken liegend; gut erkennbar der Saugrüssel als schwarzer Strich auf der Ventrallinie; die Kapsel des rechten Facettenauges kann man links unten erahnen.

Die Eier des Taubenschwänzchens sind nahezu kugelig (0,84 mm hoch, 0,95 mm breit) und haben eine schimmernd hellgrüne Farbe. Sie erinnern auf den ersten Blick an ungeöffnete Knospen der Futterpflanzen. Nach sechs bis acht Tagen schlüpfen die Raupen. Sie haben anfangs eine Länge von zwei bis drei Millimetern und sind leicht durchsichtig gelblich gefärbt. Gleich nach dem Schlupf beginnen die Raupen zu fressen. Sie tun dies zunächst verborgen, später offen an der Spitze der Pflanze sitzend. Sie bevorzugen keine bestimmten Fresszeiten, sondern fressen sowohl nachts als auch tagsüber. Schon bald sind sie bereit für die erste Häutung. Für die Rast und für die Häutung ziehen sich die Tiere zwischen miteinander versponnene Ästchen der Futterpflanze zurück. Erst nach der ersten Häutung haben sie die im Kapitel Merkmale der Raupe beschriebene Färbung. Diese behalten sie bis kurz vor der Verpuppung, vor der sie sich dann rotbraun-violett verfärben. Manchmal findet man die Raupen in Gesellschaft mit Raupen des Kleinen Weinschwärmers (Deilephila porcellus), der ähnliche Habitatansprüche und Futterpflanzen hat.
Die früh im Jahr Anfang Juni vorliegenden Raupenfunde, bei denen die Entwicklung der Tiere weit fortgeschritten sein kann, bestätigen, dass die Falter zumindest vereinzelt in Mitteleuropa überwintern. Da zu dieser Zeit noch keine Falter aus dem Süden eingeflogen sind, kann es sich nur um Nachkommen von heimischen Faltern handeln. Raupen findet man in Mitteleuropa erstmals im Juni und im Juli. Die späteren Raupen stammen auch von Faltern, die aus dem Süden eingeflogen sind und ihre Eier vor allem im Juli legen. Die nächste Generation von Faltern erscheint dann Mitte August.
Wenn die Raupe optimale Bedingungen vorfindet, ist sie nach etwa 20 Tagen ausgewachsen und bereit für die Verpuppung. Diese findet entweder hängend an den unteren Teilen der Futterpflanze oder am Boden zwischen Pflanzenteilen in einem sehr lockeren Gespinst statt. Die darin enthaltene Puppe ist etwa 30 bis 35 Millimeter lang und leicht durchsichtig, so dass man den fertigen Falter vor dem Schlupf erahnen kann. Sie ist hell ockerfarben und hat überall dunkelbraune Sprenkel. Der Bereich zwischen den Hinterleibssegmenten ist hell rotbraun gefärbt. Die Stigmen sind als dunkle Punkte seitlich zu erkennen. Der Saugrüssel sowie die Fühler sind deutlich sichtbar in der Puppenhülle integriert. Der Saugrüssel bildet an der Kopfseite der Puppenhülle eine gebogene Ausbuchtung, ist schwarz gefärbt und verläuft entrollt entlang der Bauchseite der Puppe. Auch die Augen sind gut erkennbar. Das Hinterleibsende (Kremaster) läuft spitz zu und endet mit zwei sehr eng aneinanderliegenden Stacheln. Die Puppenruhe beträgt etwa drei Wochen.

## Gefährdung und Schutz
Das Taubenschwänzchen ist weit verbreitet und kommt häufig vor, es ist nicht gefährdet.

## Spezialisierte Feinde
Die Raupen der Taubenschwänzchen werden von mehreren spezialisierten Parasitoiden befallen. Dabei handelt es sich im westlichen Verbreitungsgebiet um Schlupfwespen (Amblyjoppa fuscipennis und Ischnus migrator), Brackwespen (Cotesia glomeratus) und Raupenfliegen (Exorista larvarum und Oswaldia spectabilis). Aus dem östlichen Verbreitungsgebiet sind keine Parasitoide bekannt. Die Weibchen der Feinde legen ihre Eier auf den Raupen ab, in denen sich dann die geschlüpften Larven entwickeln. Die Verpuppung findet in der Regel an der Außenseite der bis dahin abgestorbenen Raupe statt.

## Namensgebung
Das Taubenschwänzchen wurde 1758 von Carl von Linné in der 10. Auflage des Werks Systema Naturae als Sphinx stellatarum erstbeschrieben:

„S.[phinx] abdomine barbato lateribus albo nigroque variis, alis posticis ferrugineis … Habitat in Galio, Rubia.“

Der Artname leitet sich ab von Stellatae, einem Synonym der Familie Rubiaceae, zu der die Nahrungspflanzen der Raupe gehören.
Giovanni Antonio Scopoli beschrieb 1777 die Gattung Macroglossum. Sie enthält etwa 80 überwiegend in den Tropen und Subtropen verbreitete Arten.

## Belege